# Sergio Fiorentino
Sergio Fiorentino (* 22. Dezember 1927 in Neapel [amtlicher Geburtstag: 1. Januar 1928]; † 22. August 1998 in Neapel) war ein italienischer Pianist. Laut NDR-Kultur wurden einige seiner Aufnahmen unter dem Pseudonym Fritz Kermann herausgegeben.

## Leben und Werk
Fiorentino studierte mit einem staatlichen Stipendium bereits als Zehnjähriger am Konservatorium „San Pietro a Majella“ in Neapel. Er gewann mehrere Wettbewerbe (Monza 1947, Genua 1947, Genf 1948) und begann seine Konzertkarriere mit Auftritten in Italien, Frankreich, Deutschland, England, den USA und Südamerika. Seit 1956 war er am Konservatorium in Neapel als Dozent, später dann als Professor für Klavier tätig. In seinen letzten Lebensjahren errang er noch einmal große Erfolge bei Konzerten in Deutschland, Frankreich, den USA und Taiwan. Wesentlich war dabei das Engagement von Ernst Lumpe, der Fiorentino für die Öffentlichkeit wiederentdeckt. Die in jener Periode produzierten Einspielungen mit Werken von Bach bis Prokofjew für das britische Label Appian sowie Wiederveröffentlichungen älterer Aufnahmen wiesen ihn als einen der bedeutenden Pianisten des 20. Jahrhunderts aus. Fiorentino trat auch als Bearbeiter in Erscheinung. Seine Übertragung der Violin-Solosonate g-moll von Johann Sebastian Bach für Klavier zu zwei Händen nimmt dabei eine herausragende Stellung ein.
Der als extrem egozentrisch geltende und wegen seiner vernichtenden Kritik gefürchtete Pianist Arturo Benedetti Michelangeli sprach von Sergio Fiorentino ehrfurchtsvoll anerkennend als „Der einzige andere Pianist“ („E' il solo altro pianista“).